# Paraneetroplus
Paraneetroplus ist eine in Mittelamerika vorkommende Gattung der Buntbarsche (Cichlidae). Das Verbreitungsgebiet liegt  im Südosten Mexikos auf der karibischen Seite des Isthmus von Tehuantepec und reicht vom Río Papaloapan bis zum Río Grijalva.

## Merkmale
Paraneetroplus-Arten sind relativ langgestreckt und werden 20 bis 25,5 cm lang. Das Maul ist unterständig und schmal, die vorderen Kieferzähne konisch oder spatenförmig und größer als die hinteren. Im Unterschied zu anderen herichthyinen Gattungen sind die Zähne im Unterkiefer bei Paraneetroplus mehr nach vorne gerichtet. Auf den Körperseiten zwischen der Brustflossenbasis und dem Hinterende der Rückenflosse befinden sich fünf bis sechs Flecke, die auch als mehr oder weniger deutlicher Längsstreifen ausgebildet sein können (z. B. bei P. nebuliferus). In der Mitte des Schwanzstiels befindet sich ein hochovaler dunkler Fleck, durch dessen Mitte die untere Seitenlinie hindurchführt. Der Schwanzstiel ist länger als hoch, die Schwanzflosse ist spatenförmig oder leicht eingebuchtet.

## Systematik
Nach der Revision der Gattung durch McMahan und Kollegen besteht Paraneetroplus aus drei Arten:
- Paraneetroplus bulleri Regan, 1905 (Typusart)
- Paraneetroplus gibbiceps (Steindachner, 1864)
- Paraneetroplus nebuliferus (Günther, 1860)

Die Gattung Paraneetroplus wurde 1905 durch den amerikanischen Ichthyologen Regan mit der Erstbeschreibung von Paraneetroplus bulleri eingeführt und blieb lange Zeit monotypisch. 2010 kamen jedoch die 13 bisher in die Gattung Vieja gestellte Arten hinzu. Paraneetroplus bulleri stand phylogenetisch innerhalb der Gattung Vieja in der damaligen Zusammensetzung. Da Paraneetroplus und Vieja dadurch eine gemeinsame Klade bilden und nach der Prioritätsregel der biologischen Nomenklatur der ältere Namen Vorrang vor jüngeren (später publizierten) hat, wurde Vieja 2010 zu einem Synonym von Paraneetroplus.
Da die morphologischen Unterschiede zwischen Paraneetroplus und Vieja aber relativ groß sind, wurde Vieja Mitte 2015 in anderer Zusammensetzung mit nur noch acht Arten revalidiert. Zu Paraneetroplus gehören jetzt drei Arten, zwei weitere, ehemals Vieja zugeordnete Arten wurden der neu eingeführten Gattung Maskaheros zugeordnet. Paraneetroplus ist die Schwestergattung von Maskaheros, Vieja die Schwestergattung der von Maskaheros und Paraneetroplus gebildeten Klade.